# Parechinus angulosus
Espèce
Synonymes
- Cidaris angulosus minor Leske, 1778[1]
- Cidaris angulosus Leske, 1778[1]
- Echinus angulosus minor (Leske, 1778)[1]
- Echinus minimus Blainville, 1825[1]
- Echinus subangulosus Lamarck, 1816[1]
- Parechinus angulosus pallidus H.L. Clark, 1923[1]
- Parechinus annulatus (Mortensen, 1909)[1]
- Protocentrotus angulosus (Leske, 1778)[1]
- Protocentrotus annulatus Mortensen, 1909[1]
- Psammechinus subangulosus (Lamarck, 1816)[1]

Parechinus angulosus est une espèce d'oursins (échinodermes) de la famille des Parechinidae.

## Description

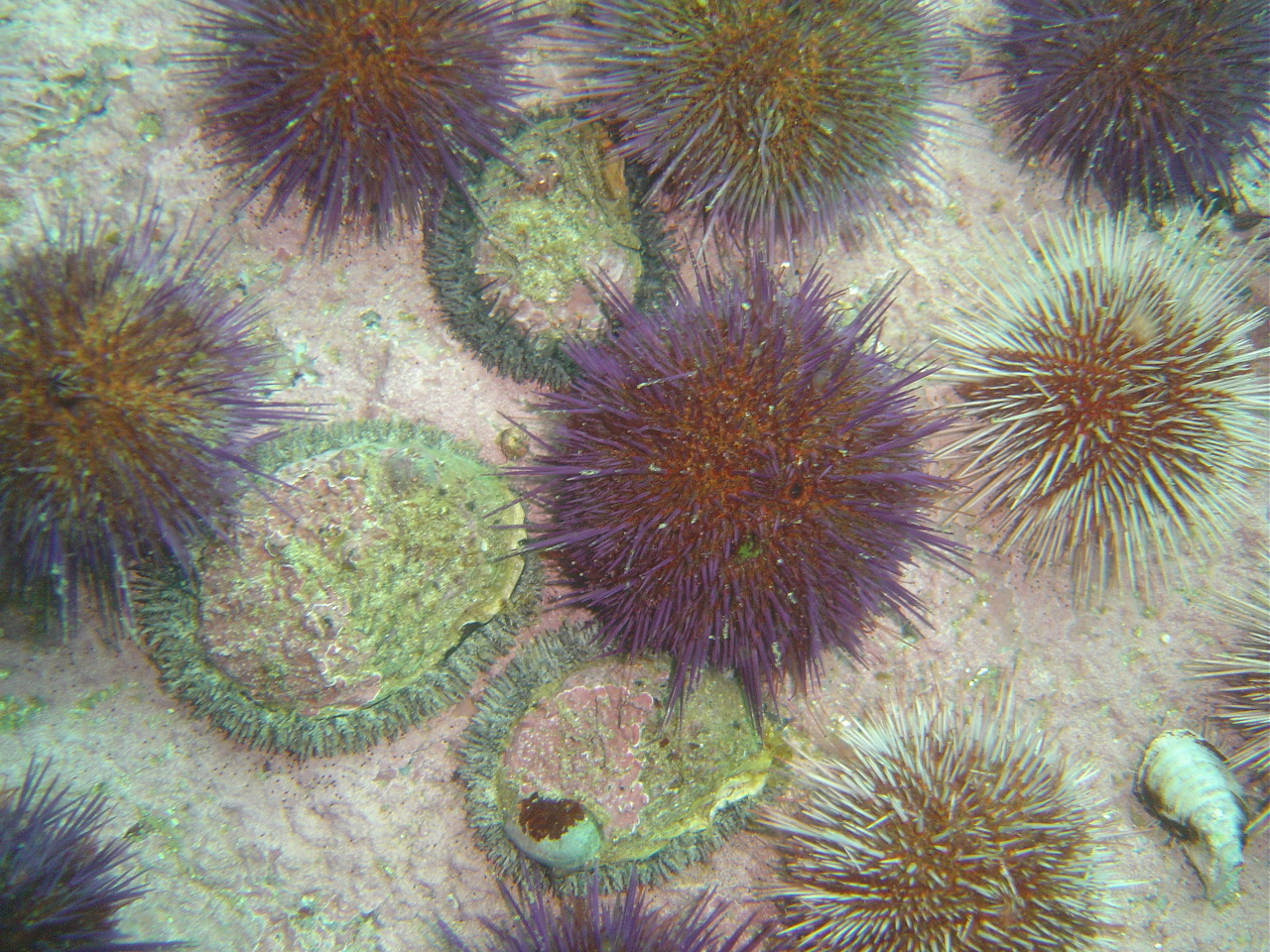

C'est un oursin régulier, légèrement aplati dorsalement. Les radioles (piquants) sont droites et effilées : leur longueur ne dépasse pas la moitié du diamètre du test (coquille), et elles sont disposées en lignes verticales formant des méridiens assez visibles. Leur coloration générale est très variable, allant du violet au blanc en passant par le rose, l'orange et le brun ; le test est généralement brun-rose (mais le squelette sec sera vert).
La bouche est située au milieu de la face inférieure (dite « orale »), et l'anus à l'opposé, au sommet de la face aborale (on l'appelle périprocte).

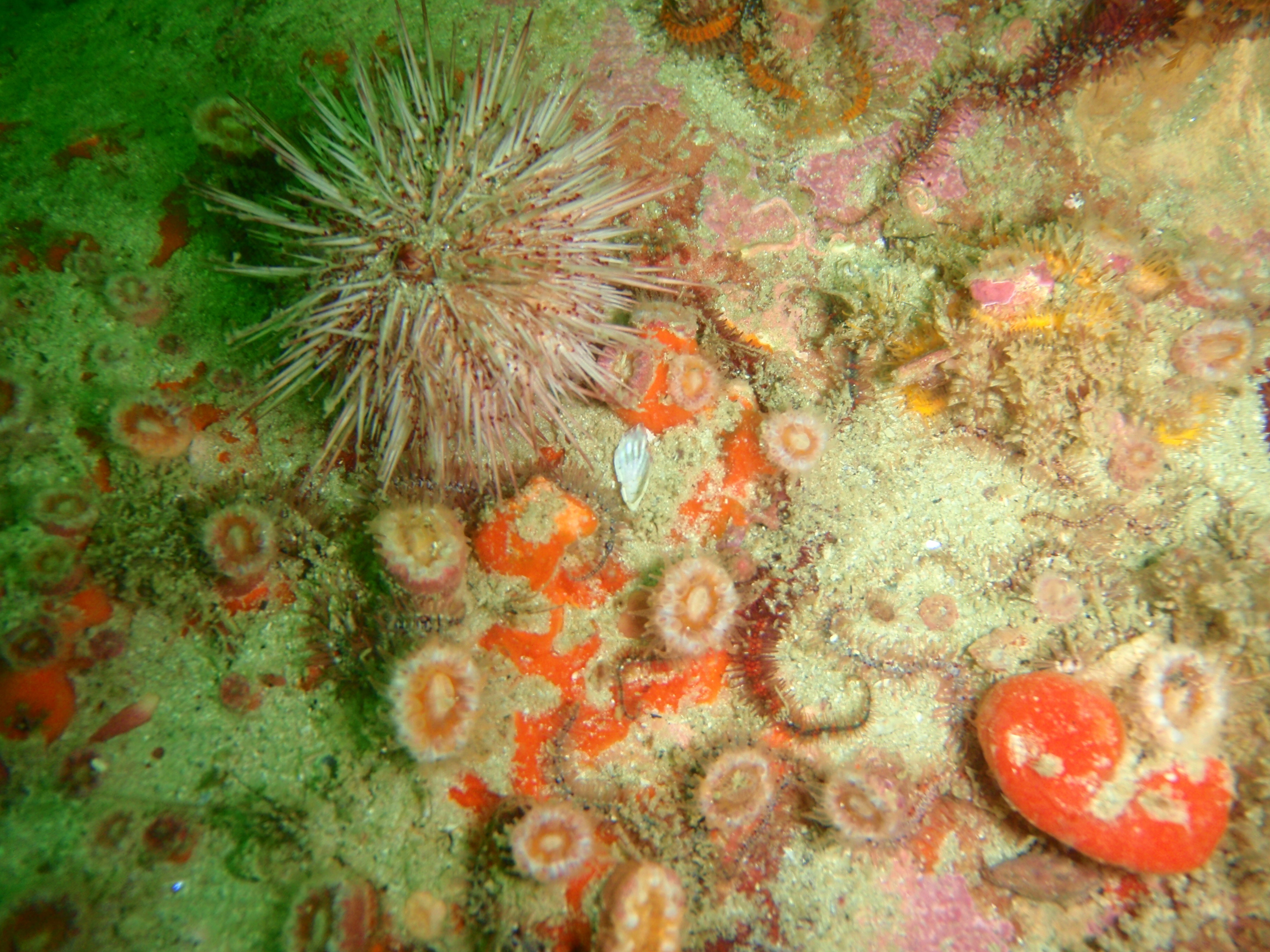
Forme blanche.
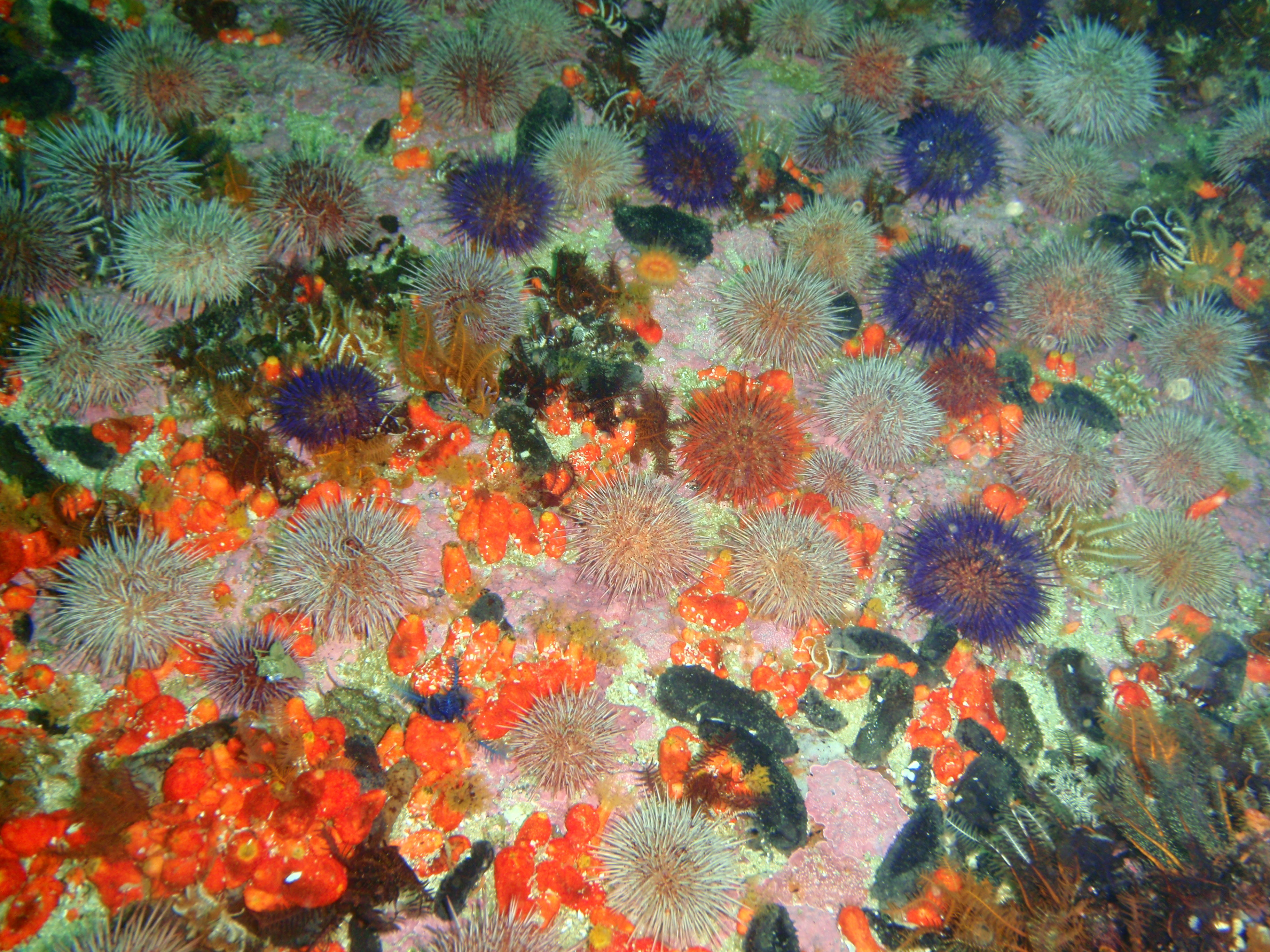
Individus bleus, blancs et rouges (Castle Rocks, Cape Peninsula).
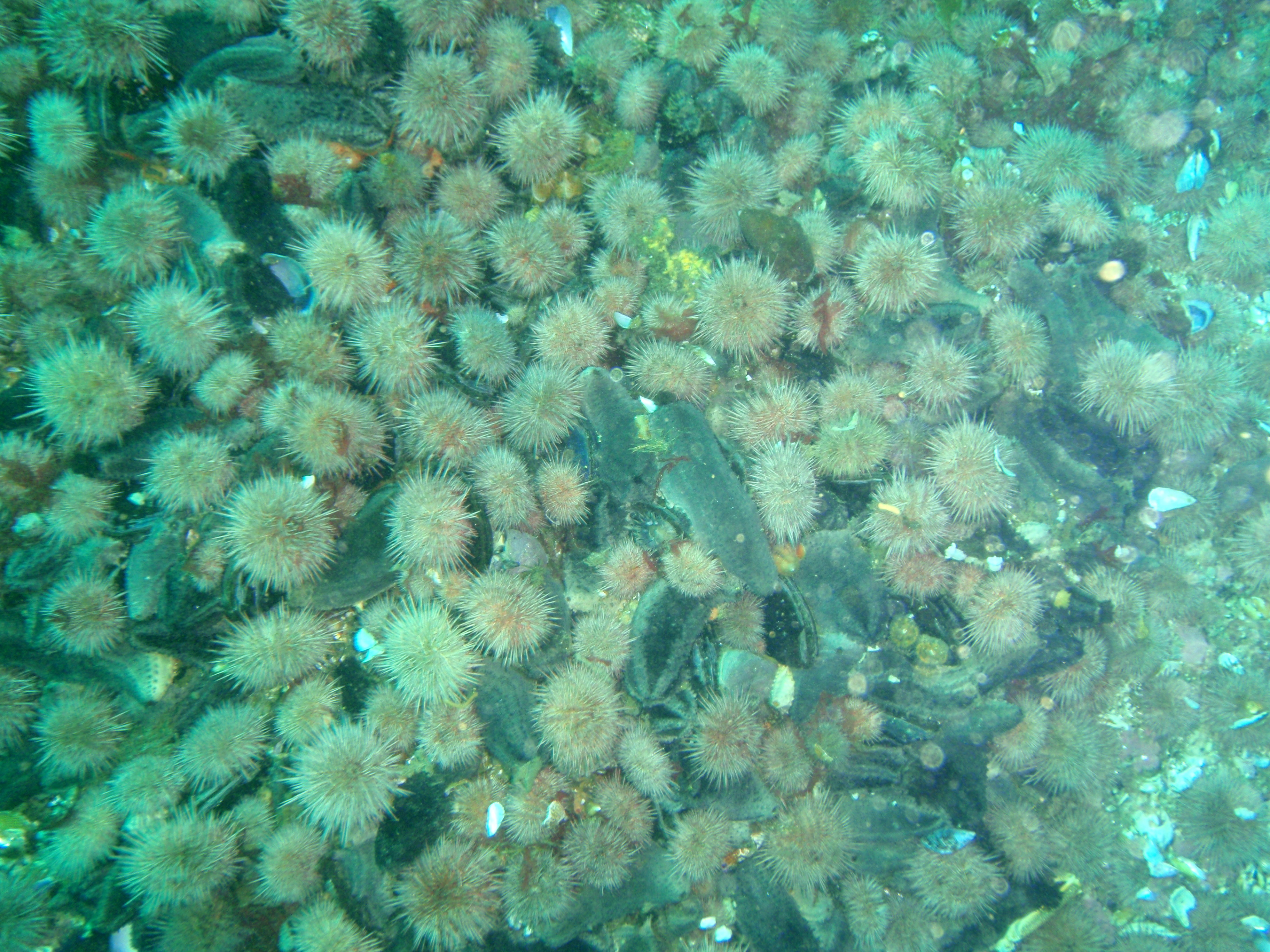
Là où la nourriture est abondante, ces oursins peuvent atteindre des densités impressionnantes.
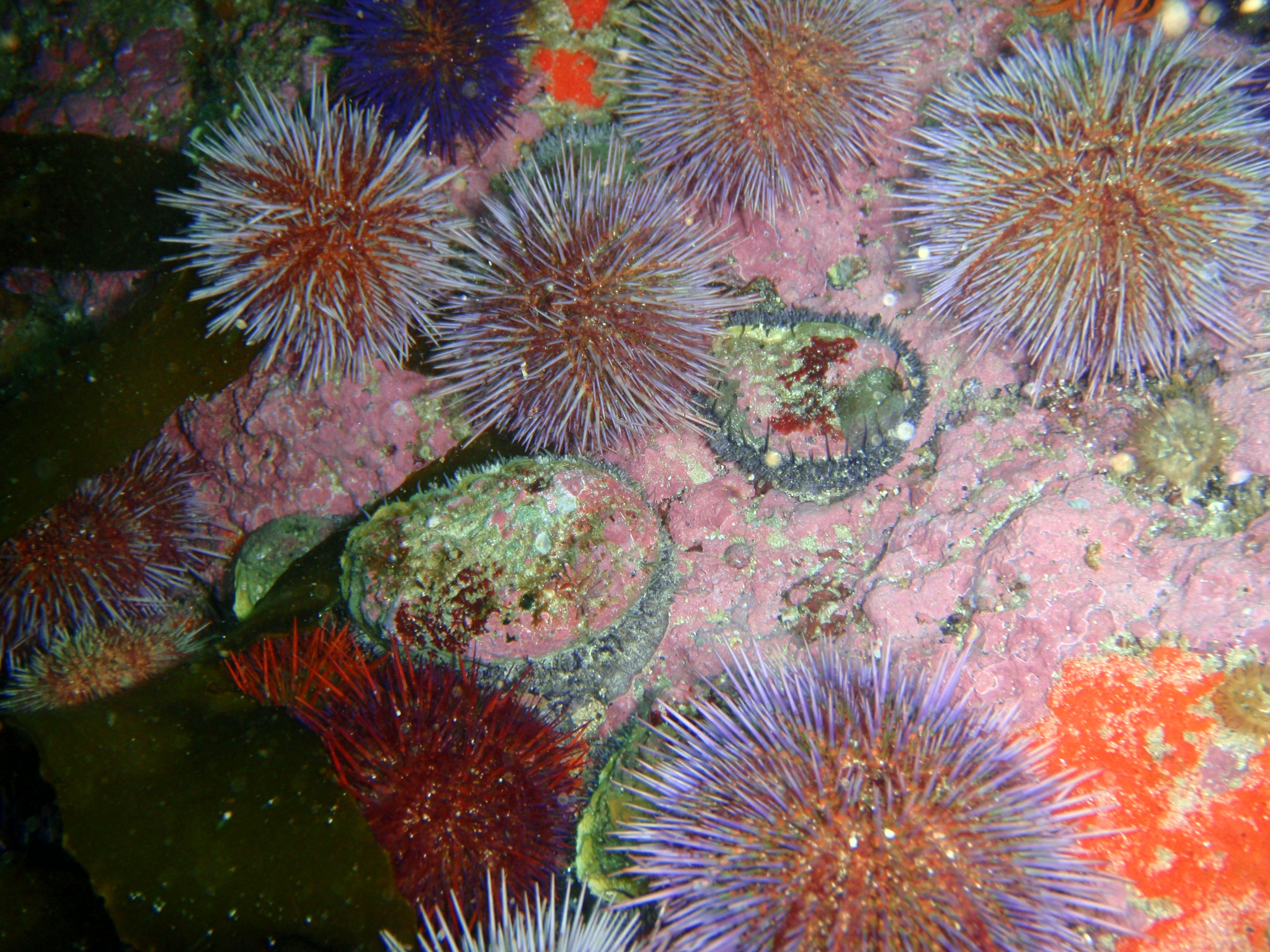

## Habitat et répartition
Cet oursin vit sur les côtes d'Afrique du Sud, jusqu'à des profondeurs assez importantes.

## Écologie et comportement
C'est une espèce herbivore à tendance omnivore, qui se nourrit aussi bien d'algues que de détritus, de charognes, ou d'invertébrés plus lents que lui.
La reproduction est gonochorique, et mâles et femelles relâchent leurs gamètes en même temps grâce à un signal phéromonal, en pleine eau, où œufs puis larves (« pluteus ») vont évoluer parmi le plancton pendant quelques semaines avant de se fixer.

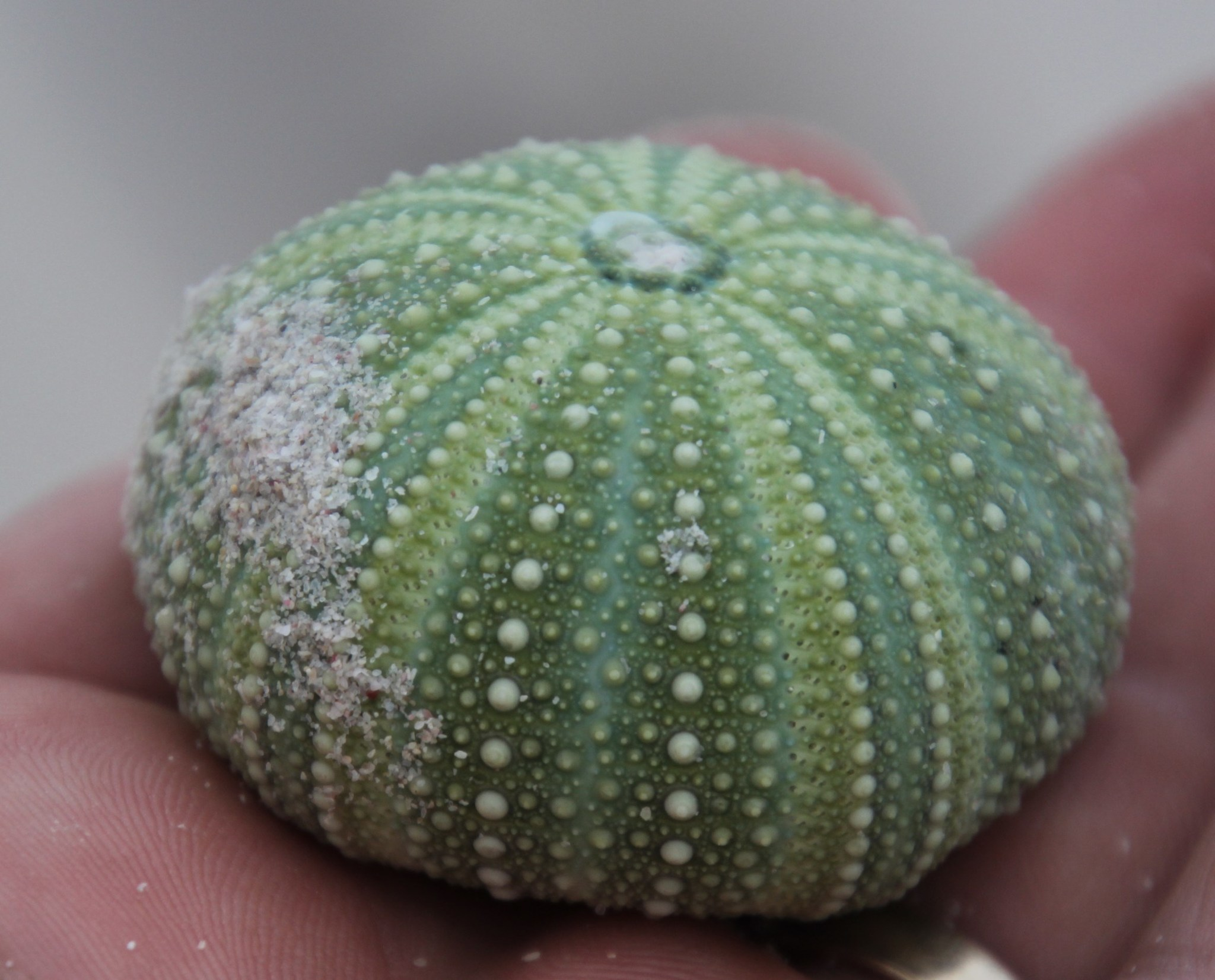
Test de Parechinus angulosus.